# سيلينة مسطحة
'السيلينة المسطحة[بحاجة لمصدر] (باللاتينية: Silene supina) نوع نباتي يتبع جنس السيلينة من الفصيلة القرنفلية.

## الموئل والانتشار
موطنها بلاد الشام وأرمينيا وتركيا وشرق أوروبا.

## مرادفات للاسم العلمي
- (باللاتينية: Cucubalus spergulifolius Willd.)
- (باللاتينية: Silene armeniaca Rohrb.)
- (باللاتينية: Silene infidelium Post)
- (باللاتينية: Silene soskae Černjavski)
- (باللاتينية: Silene spergulifolia (Willd.) M. Bieb.)
- (باللاتينية: Silene spergulifolia subsp. soskae (Černjavski) Micevski)